# 제41회 NHK 홍백가합전
《제41회 NHK 홍백가합전》(일본어: 第41回NHK紅白歌合戦 다이욘주잇카이에누에이치케이코하쿠우타갓센[*])는 1990년 12월 31일에 방송된 통산 41회째인 NHK 홍백가합전이다.

## 소개
「21세기에 전하는 일본 노래와 세계의 노래」라는 컨셉으로, 사상 최다 남녀 총 58개의 조가 모였다.
해외 생중계가 실시되고, 이에 따라 해외 스타들이 참가하였다.

## 사회자
- 종합사회 - 마츠다이라 사다토모 아나운서
- 홍조(紅組) - 미타 요시코
- 백조(白組) - 니시다 토시유키

## 심사원
- 야마모토 요코 : 90년 하반기 연속 TV 소설 『京、ふたり』 노다 타에코 역.
- 나카무라 간지로 (3대) : 가부키 배우
- 아키코 스와나이 : 90년 제 9대 차이콥스키 국제 콩쿠르 바이올린 부문 사상 최연소 및 일본인 처음으로 1위 획득.
- 노다 히데키 : 90년 에든버러 국제 페스티벌에 참가하여 연극 『半神』을 상연.
- 준코 코시노 : 90년 오페라 천국과 지옥 등에서 많은 무대의상을 제작.
- 와타나베 히사노부 : 90년도 세이부 라이온스를 1990년 일본 시리즈 우승으로 이끌고, 같은 해 일본 프로 야구 최다 승리 및 미쓰이 골든 글러브상을 수상.
- 모리구치 유코 : 90년 여자프로골프계를 달궜던 주역 중 하나.
- 마츠오카 슈조 : 89년 ATP투어대회·하이네켄오픈 남자 더블스 우승.
- 사와구치 야스코 : 91년 NHK 대하드라마 『태평기』 아카하시 토코 역.
- 사나다 히로유키 91년 『태평기』 주인공 아시카가 다카우지 역.

## 출장가수
괄호 안의 숫자는 출장횟수를 나타냄.

### 1부
- 홍조(紅組) :
  - DREAMS COME TRUE (1) 〈笑顔の行方〉
  - 나카야마 미호 (3) 〈愛してるっていわない!〉
  - 오기노메 요코 (4) 〈ギャラリー〉
  - 쿠도 시즈카 (3) 〈くちびるから媚薬〉
  - 나이토 야스코 (2) 〈KOKU－HAKU Vol.I〉
  - 세가와 에이코 (3) 〈人生晴れたり曇ったり〉
  - 사토 시노부 (4) 〈「ウエストサイド物語」からトゥナイト〉
  -  오요나 (1) 〈天の子守歌〉
  -  신디 로퍼 (1) 〈I Drove All Night〉
- 백조(白組) :
  - 히카루GENJI (3) 〈CO CO RO〉
  - 요시다 에이사쿠 (1) 〈心の旅〉
  - 소년대 (5) 〈FUNKY FLUSHIN'〉
  - 체커즈 (7) 〈夜明けのブレス〉
  -  게리 발렌시아노 (1) 〈I Know What You Want〉
  - 니이누마 켄지 (13) 〈渋谷ものがたり〉
  - 쿠보타 토시노부 (1),  앨리슨 윌리엄스 (1) 〈FOREVER YOURS〉
  - 오자키 키요히코 (3) 〈また逢う日まで〉
  - 나가부치 쓰요시 (1) 〈親知らず〉, 〈いつかの少年〉, 〈乾杯〉

### 2부
- 홍조(紅組) :
  - 미야자와 리에 (1) 〈Game〉
  - 핑크레이디 (3) 〈ピンク・レディー・メドレー[1]〉
  - B.B.퀸즈 (1) 〈おどるポンポコリン〉
  - EVE (1) 〈イマジン〉
  - 아오에 미나 (18) 〈恍惚のブルース〉
  - 후쿠시 리츠 (1) 〈津軽あいや節〉
  - 오오츠 요시코 (7) 〈ここに幸あり〉
  -  마르시아 (1) 〈ふりむけばヨコハマ〉
  - 카토 토키코 (3) 〈知床旅情〉
  - 고바야시 사치코 (12) 〈天命燃ゆ〉
  - 사메지마 유미코 (1) 〈ぼだい樹〉
  - 가와나카 미유키 (8) 〈ぐい呑み酒〉
  - 마츠하라 노부에 (5) 〈蛍〉
  - 고다이 나츠코 (1) 〈忍ぶ雨〉
  - 야시로 아키 (17) 〈花束（ブーケ）〉
  - 사카모토 후유미 (3) 〈能登はいらんかいね〉
  -  계은숙 (3) 〈真夜中のシャワー〉
  - 와다 아키코 (14) 〈抱かれ上手〉
  - 이시카와 사유리 (13) 〈うたかた〉
  - 미야코 하루미 (22) 〈千年の古都〉
- 백조(白組) :
  - 닌자 (1) 〈お祭り忍者〉
  - 타마 (1) 〈さよなら人類〉
  - 우에키 히토시 (5) 〈スーダラ伝説[2]〉
  - 고 히로미 (14) 〈Ｗブッキング〉
  - 니시다 토시유키 (3) 〈もしもピアノが弾けたなら〉
  -  알렉산드르 그라드스키 (1) 〈ソング〉
  - 호리우치 타카오 (3) 〈恋唄綴り〉
  - 하시 유키오 (18) 〈いつでも夢を〉
  -  조용필 (4) 〈釜山港へ帰れ〉
  - 사다 마사시 (3) 〈風に立つライオン〉
  -  폴 사이먼 (1) 〈明日に架ける橋 (Bridge over Troubled Water)〉
  - 요시 이쿠조 (5) 〈酔歌〉
  - 호소카와 타카시 (16) 〈うかれ節〉
  - G-クレフ (1) 〈WE ARE G-CLEF〉
  - 후세 아키라 (16) 〈シクラメンのかほり〉
  - 토바 이치로 (4) 〈演歌船〉
  - 이츠키 히로시 (20) 〈心〉
  - 키타지마 사부로 (27) 〈山〉
  - 타니무라 신지 (4) 〈いい日旅立ち〉
  - 모리 신이치 (23) 〈おふくろさん〉